# MTV Russia Music Awards 2004
MTV Russia Music Awards 2004 — первая церемония вручения музыкальных наград MTV Россия состоялась 16 октября 2004 в Москве. Местом проведения церемонии стал Государственный кремлёвский дворец. Номинантов церемонии отбирал экспертный совет, в состав которого вошли представители ведущих звукозаписывающих компаний, продюсеры, промоутеры и музыкальные журналисты. Зрительское голосование началось в ночь с 1 на 2 сентября.

## Выступления
- Queen & Земфира
- The Rasmus
- Darren Hayes
- Звери
- ВИА Гра feat. Валерий Меладзе
- Валерия
- Глюкоза
- Ленинград

## Ведущий и Презентеры
- Константин Хабенский — ведущий церемонии
- Юлия Бордовских
- Анастасия Стоцкая
- Владимир Жириновский
- Сергей Зверев
- «Уматурман»
- «Агата Кристи»
- The Rasmus
- t.A.T.u.
- Ирина Слуцкая
- Александр Мостовой
- Павел Буре
- Игорь Ларионов
- Максим Дунаевский
- Яна Чурикова
- Катя Лель
- Жасмин
- Вячеслав Бутусов
- Борис Гребенщиков
- Тутта Ларсен

## Номинанты

### Лучший Артист
- Звери
- Дельфин
- Ленинград
- ВИА Гра
- Глюкоза

### Лучший Исполнитель
- Филипп Киркоров
- Triplex
- Дельфин
- Кипелов
- Децл

### Лучшая Исполнительница
- Глюкоза
- Валерия
- Наталья Ветлицкая
- Юлия Савичева
- Жасмин

### Лучшее Видео
- Звери — «Все, что касается»
- ВИА Гра feat. Валерий Меладзе — «Притяженья больше нет»
- Ленинград — «Геленджик»
- Глюкоза — «Глюкозаностра»
- Дельфин feat. Stella — «Глаза»

### Лучший Зарубежный Артист
- The Rasmus
- Britney Spears
- Madonna
- Anastacia
- Linkin Park

### Лучшая Группа
- Фабрика
- ВИА Гра
- Корни
- Звери
- Руки вверх

### Лучший Дебют
- Уматурман
- Юлия Савичева
- Серега
- Полюса
- Анастасия Стоцкая

### Лучшая Песня
- ВИА Гра feat. Валерий Меладзе — «Притяженья больше нет»
- Звери — «Все, что касается»
- Корни — «Ты узнаешь её»
- Юлия Савичева — «Высоко»
- Иракли — «Лондон-Париж»

### Лучший Поп-проект
- Smash!!
- ВИА Гра feat. Валерий Меладзе
- Корни
- Глюкоза
- Леонид Агутин feat. Отпетые мошенники

### Лучший Рок-проект
- Уматурман
- Кипелов
- Звери
- Ленинград
- Сплин

### Лучший Хип-хоп/Рэп проект
- Каста
- Дельфин
- Дельфин feat. Stella
- Серега
- Децл

### Лучший Танцевальный проект
- Triplex
- DJ Грув
- Дискотека Авария
- DJ Грув feat. Найк Борзов & Гости из будущего
- Jam feat. Фабрика